# هلنوپولیس (بیتین)
هلنوپولیس (یونانی: Ἑλενόπολις) شهری باستانی در جهان یونانی رومی و امپراتوری بیزانس در بیتنی، آناتولی، در سمت جنوبی خلیج ازمیت بود. روستای امروزی هرسک، در ناحیه آلتینوا، استان یالوا شناسایی شده‌است. به‌طور سنتی به عنوان زادگاه سنت هلنا، مادر کنستانتین بزرگ در نظر گرفته می‌شود.